# Lepidodexia brevigaster
Lepidodexia brevigaster är en tvåvingeart som först beskrevs av Guilherme A.M.Lopes 1945.  Lepidodexia brevigaster ingår i släktet Lepidodexia och familjen köttflugor.
Artens utbredningsområde är Surinam. Inga underarter finns listade i Catalogue of Life.